# Alain Trutat
Pour les articles homonymes, voir Trutat.
Alain Trutat (né Roger Alain Trutat le 20 avril 1922 à Paris 16e et mort le 21 août 2006 à Paris 15e ) est un réalisateur et homme de radio français, qui occupa de multiples fonctions dans le domaine de la radio française et fut le cofondateur de France Culture.

## Biographie
Alain Trutat entre à la radio comme comédien à l’âge de dix ans. À quinze ans, il est petit reporter à Radio Luxembourg.
Pendant l’Occupation, il est très lié au milieu poétique, très proche de Jean Paulhan, Jean Tardieu et Paul Éluard. C’est sur les conseils de Paulhan qu’il va voir le premier spectacle de Jean Vilar pendant cette même période.
À la Libération de Paris, il rentre à la Radio française où il s’occupe, à la demande de Jean Lescure, des émissions littéraires et dramatiques. Il y réalise des émissions poétiques.
En 1944, il se marie avec Jacqueline Harpet ex-épouse de Léon Smet dont elle vient de divorcer. Quelques mois auparavant, ce dernier eut un enfant avec sa maîtresse Huguette Clerc qu'il épousera en troisièmes noces. Léon et Huguette demandent néanmoins à Alain Trutat de devenir le parrain de leur fils Jean-Philippe, qui deviendra célèbre dans la chanson sous le pseudonyme de Johnny Hallyday.
Dans les années 1960, Henry Barraud et Paul Gilson lui demandent de s’occuper d’une réforme des programmes culturels de ce qui allait devenir France Culture. Il introduit le jazz, il travaille avec Henri Dutilleux. 
Alain Trutat a reçu, en tant que réalisateur, plusieurs fois le prix Italia.
Conseiller de programme pour la fiction auprès des directeurs Yves Jaigu et Jean-Marie Borzeix, il crée l’Atelier de création radiophonique en 1969. Il s’est aussi attaché à développer les échanges internationaux.

## Ouvrages publiés
- Les grandes heures du TNP de Madeleine Sola et Alain Trutat. Livre de 248 pages accompagné d'un DVD et 5 CD[4].

## Dramatiques radio (réalisation)
- Au bois lacté (1954)[5]: adaptation française de la pièce radio "Under milk wood" de Thomas Dylan, en s'inspirant de la mise en ondes que Douglas Clerverdon avait réalisé pour la BBC  prix Italia 1954
- Un  barrage contre le Pacifique (1955)[6]: Adaptation radiophonique par Geneviève Serreau du roman d'inspiration autobiographique, de Marguerite Duras
- La grande peur (1955)[7]: Fiction radiophonique de Michel Arnaud, musique de Jacques Castérède
- Le square (1957)[8]: Adaptation pour la radio par Marguerite Duras de son roman dialogué, "Le square"
- Tous ceux qui tombent (1959)[9]: pièce radiophonique en un acte de Samuel Beckett, écrite en 1956 sous le titre "All that fall" pour la BBC et traduite de l'anglais par Robert Pinget
- Reportage d'un match international de football (1961)[10]: fiction écrite par Jean Thibaudeau